# Cromatòfor

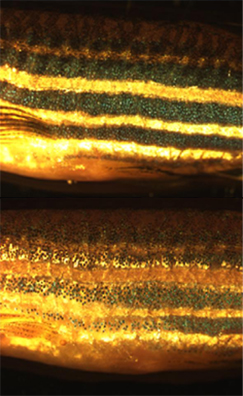
Els cromatòfors del peix zebra permeten el mimetisme amb el rerefons en ser exposats a ambients foscos (a dalt) o lluminosos (a baix).

Els cromatòfors són cèl·lules amb pigments a l'interior que reflecteixen la llum. Poden trobar-se en diversos éssers vius, com els amfibis, els peixos, certs crustacis i alguns cefalòpodes. Són els principals responsables del color de la pell, del color dels ulls en els animals ectoterms i de la formació de la cresta neural al llarg del desenvolupament embrionari. Els cromatòfors ja madurs poden dividir-se en diferents classes segons el color que reflecteixen sota la llum blanca: xantòfors (groc), eritròfors (vermell), iridòfors (iridescent), leucòfors (blanc), melanòfors (negre/marró) i cianòfors (blau). El terme també pot fer referència a les vesícules colorides associades a la membrana de certs bacteris fotosintètics.
Algunes espècies poden canviar de color ràpidament per mitjà de mecanismes que canvien un pigment per un altre i reorienten la superfície reflectora dels cromatòfors. Aquest procés, utilitzat sovint com a mecanisme de camuflatge, rep el nom de mimetisme o canvi fisiològic de color. Alguns cefalòpodes, com els pops, presenten uns òrgans cromatòfors realment complexos, controlats per músculs, mentre que certs vertebrats, com el camaleó, produeixen efectes semblants, controlats en aquest cas per vies de senyalització cel·lular. Aquests senyals poden ser hormones o neurotransmissors, i poden ser induïts per canvis en l'humor, la temperatura o l'estrès o bé per canvis notables de l'ambient a escala local.
A diferència dels animals ectoterms, els mamífers i els ocells només presenten una classe de cèl·lules cromatòfores: els melanòcits. El seu equivalent en els animals ectoterms, els melanòfors, són estudiats actualment als laboratoris d'investigació amb l'objectiu de contribuir a la comprensió de certes malalties humanes, i són utilitzats com a eina en el descobriment o disseny de nous fàrmacs.

## Classificació
Les primeres cèl·lules pigmentades descrites pertanyien a invertebrats i foren denominades cromòfors en una revista científica italiana del 1819. El terme cromatòfor fou encunyat més tard per denominar les cèl·lules que contenien pigments provinents de la cresta neural dels vertebrats ectoterms i dels cefalòpodes. La paraula cromatòfor deriva del grec i es pot dividir en dos termes: khroma (χρωμα), amb el significat de ‘color’, i foros (φορος), amb el significat de ‘portador’.
En canvi, la paraula cromatòcit (cit o κυτε en grec, amb el significat de ‘cèl·lula’) fou encunyada per denominar les cèl·lules responsables del color en els ocells i els mamífers, tot i que només s'ha trobat un d'aquests tipus de cèl·lula, el melanòcit.
Tanmateix, l'estructura i la coloració dels cromatòfors no fou revelada fins a la dècada del 1960, moment a partir del qual es pogué desenvolupar un sistema de classificació basat en l'aparença d'aquests cromatòfors. Aquesta classificació s'ha mantingut, tot i que estudis sobre el tema han posat de manifest alguns aspectes bioquímics dels pigments que podrien ser més útils a l'hora de comprendre'n la funció dins la cèl·lula.
Segons la producció de color, els cromatòfors poden dividir-se en dues classes: biocroms i esquemocroms. Els biocroms presenten pigments autèntics, com ara els carotenoides o les pteridines. Aquests pigments absorbeixen de manera selectiva diverses franges de l'espectre de llum visible, compost de llum blanca, i emeten, doncs, les longituds d'ona que no absorbeixen, que són les que arriben a l'ull de l'observador. Els esquemocroms, també coneguts com a «colors estructurals», generen la seva coloració bé per mitjà de la reflexió de certes longituds d'ona (colors) de llum visible i l'emissió d'altres, o bé generant ones de llum que interfereixen dins l'estructura o bé dispersant la llum que els arriba.
Tot i que tots els cromatòfors contenen pigments o estructures reflectores (tret quan són el resultat d'una mutació genètica, com en el cas de l'albinisme), no totes les cèl·lules que contenen pigments són cromatòfors. Per exemple, el grup hemo és un biocrom responsable del color vermell de la sang. Es troba principalment als eritròcits, que són generats a la medul·la òssia de manera constant al llarg de la vida d'un organisme i no només durant el desenvolupament embrionari. Per això, encara que els eritròcits continguin pigments, no se'ls classifica com a cromatòfors perquè no provenen de les cèl·lules de la cresta neural.

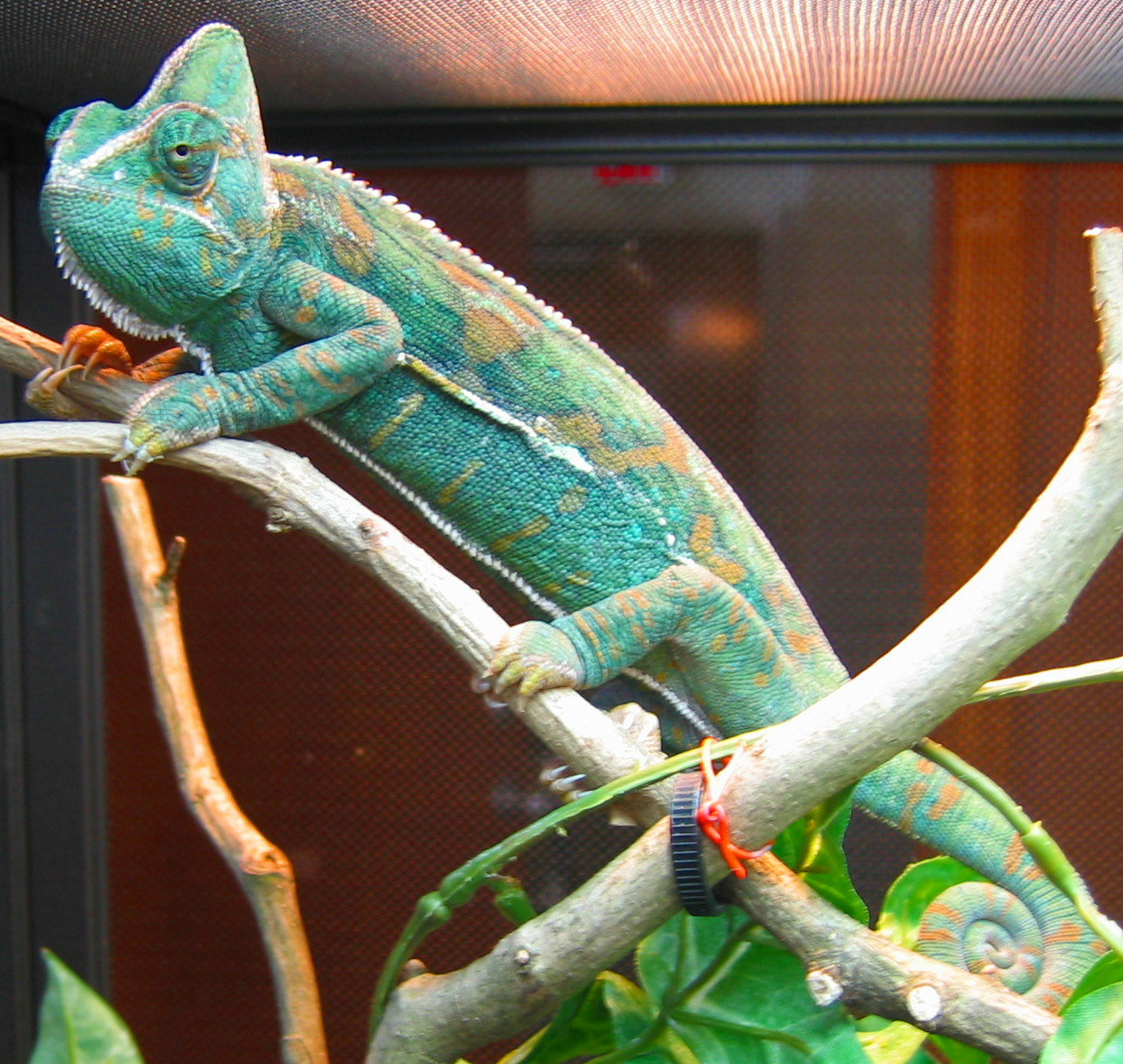
Camaleó de caperutxa (Chamaeleo calyptratus), en què els colors estructurals verd i blau es generen per superposició de diferents tipus de cromatòfors per reflectir la llum filtrada.

### Xantòfors i eritròfors
Aquest tipus de cromatòfors conté o bé una gran quantitat de pigments grocs de la classe de les pteridines, i reben en aquest cas el nom de xantòfors, o bé una gran quantitat de pigments vermells/taronges de la classe dels carotenoides, i reben en aquest cas el nom d'eritròfors. En qualsevol cas, s'ha pogut observar que les vesícules que contenen aquests pigments (pteridines i carotenoides) poden arribar a trobar-se en la mateixa cèl·lula, cosa que amplia en gran manera el ventall de colors que es poden observar, dependent de la relació entre pigments vermells i grocs. Per això, la distinció feta entre aquests cromatòfors realment és arbitrària. La capacitat de generar pteridines a partir de trifosfat de guanosina és una característica comuna a la majoria de cromatòfors, però els xantòfors semblen tenir rutes bioquímiques alternatives que donen lloc a un excés de pigments grocs acumulats. En canvi, els carotenoides són metabolitzats a partir dels aliments ingerits en la dieta i transportats als eritròfors. Això quedà demostrat per primer cop amb un experiment senzill. Es criaren unes típiques granotes verdes sotmetent-les a una dieta on s'eliminaren completament els carotens. L'absència de carotens provocà una absència de pigments vermells/taronges als eritròfors, i això es reflectí en el fet que les granotes semblaven blaves en lloc de verdes.

### Iridòfors i leucòfors
Els iridòfors, denominats també guanòfors, són pigments cel·lulars que reflecteixen la llum utilitzant làmines d'esquemocroms cristal·lins sintetitzats a partir de guanina. Quan aquestes làmines són il·luminades, generen colors iridescents a causa de la difracció que pateixen els rajos de llum en creuar la pila de làmines. L'orientació dels esquemocroms determina la naturalesa del color observat. Quan els iridòfors utilitzen biocroms com a filtres acolorits, generen un efecte òptic conegut com a efecte Tyndall o difusió de Rayleigh, cosa que dona lloc a la producció de colors blaus brillants i verds. 

Existeixen uns altres cromatòfors relacionats, els leucòfors, que poden trobar-se en certes espècies de peixos. Igual que els iridòfors, utilitzen purines cristal·lines per reflectir la llum i generar així la típica lluentor de color blanc que es pot apreciar en alguns peixos. La distinció entre iridòfors i leucòfors en els peixos no és sempre evident, igual que passa amb els eritròfors, però, en general, els iridòfors produeixen colors iridescents o metàl·lics, mentre que els leucòfors generen reflexos de diverses tonalitats de blanc.

### Melanòfors
Els melanòfors contenen eumelanina, un tipus de melanina de color negre o marró fosc a causa de la seva gran capacitat per absorbir la majoria de les longituds d'ona de la llum. Es troba a l'interior d'unes vesícules denominades melanosomes, les quals es distribuïxen per tot el citoplasma cel·lular. L'eumelanina se sintetitza a partir de la tirosina a través d'una sèrie de reaccions de catàlisi química. Presenta una estructura complexa basada en unitats de dihidroxindol i dihidroxindol-2-carboxilat amb alguns anells pirròlics. L'enzim clau en la síntesi de melanina és la tirosinasa. Si aquest enzim està absent, la melanina no pot sintetitzar-se i això desemboca en diversos tipus d'albinisme.
En algunes espècies d'amfibis es poden apreciar uns pigments diferents al costat de l'eumelanina, com, per exemple, un nou pigment de color vermellós que ha estat identificat en els melanòfors de filomedusina de certes granotes. Posteriorment, aquest pigment fou identificat com a pterorodina, un dímer de pteridina que s'acumula al voltant de l'eumelanina. Encara que probablement hi ha més subtipus de pigments en els melanòfors, fins ara, la majoria dels melanòfors estudiats contenien exclusivament eumelanina.
Els éssers humans tenen tan sols una classe de cèl·lula pigmentada, l'equivalent mamífer dels melanòfors, que s'encarrega de generar el color de la pell, el pèl i els ulls. Per això i per com és de fàcil estudiar-los, a causa de l'elevat nombre de colors diferents que presenten, els melanòfors són, amb molta diferència, els cromatòfors més àmpliament estudiats. No obstant això, hi ha diferències entre la biologia dels melanòfors i la dels melanòcits. A més de l'eumelanina, els melanòcits poden sintetitzar pigments grocs/verds denominats feomelanines.

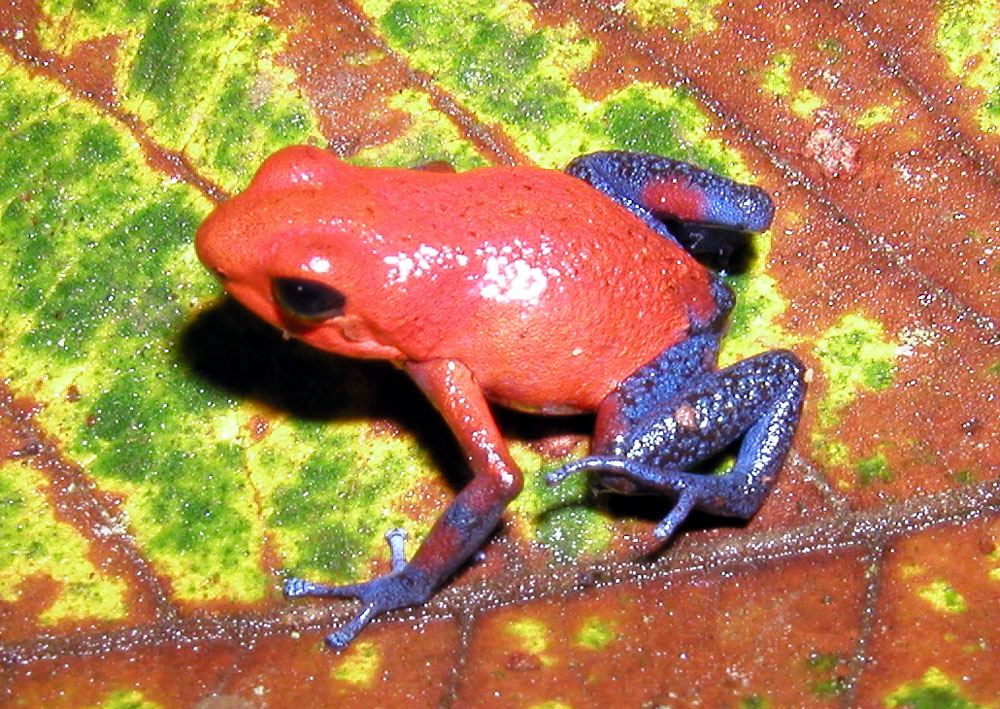
Dendrobates pumilio, la granota verinosa de fletxa. Algunes espècies amb colors brillants presenten cromatòfors poc comuns la composició pigmentària dels quals es desconeix.

### Cianòfors
El 1995 es demostrà que els colors blau brillant d'alguns tipus de peix mandarí (Siniperca chuatsi) no eren generats per esquemocroms, sinó per un biocrom cian d'estructura química desconeguda. Aquest pigment, trobat a l'interior de vesícules en almenys dues espècies de peixos de la família Callionymidae, és molt poc comú en el regne animal, raó per la qual la majoria dels pigments blaus estudiats fins al moment són esquemocromàtics. Per això, aquests nous pigments es van proposar com un nou tipus de cromatòfor, els cianòfors. Encara que semblen estar poc estesos, és possible que hi hagi cianòfors (així com altres tipus de cromatòfors poc comuns o desconeguts) en altres espècies de peixos i amfibis. Per exemple, els cromatòfors de colors brillants que s'han observat en la granota verinosa de fletxa (família Dendrobatidae) i en la granota de cristall (família Centrolenidae), els pigments de la qual són desconeguts.

## Translocació de pigments
Moltes espècies tenen la capacitat de translocar els pigments a l'interior dels cromatòfors, cosa que dona lloc a un aparent canvi de color en l'animal. Aquest procés, conegut com a canvi fisiològic de color, està àmpliament estudiat en els melanòfors, a causa del fet que la melanina és el pigment més fosc i per això el més visible. En la majoria de les espècies que tenen un derma relativament prim, els melanòfors del derma tendeixen a ser plans i a cobrir una gran superfície. No obstant això, en els animals que tenen el derma gruixut, com els rèptils adults, els melanòfors del derma solen formar unitats tridimensionals amb altres melanòfors. Aquestes unitats dèrmiques de cromatòfors (UDC) es componen d'una primera capa superior de xantòfors o eritròfors, seguida d'una capa d'iridòfors i, finalment, una espècie de capa de melanòfors.
Tots dos tipus de melanòfors són importants en el procés del canvi fisiològic de color. Els melanòfors plans del derma se solen superposar a altres cromatòfors, per la qual cosa, quan els pigments difonen a través de la cèl·lula, la pell apareix fosca. Per contra, quan els pigments es concentren al centre de la cèl·lula, queden exposats a la llum els pigments dels cromatòfors que es troben en les capes inferiors, cosa que fa que la pell es torni d'altres tonalitats. De manera semblant, després d'agregar-se la melanina en UDCs, la pell s'observa verda a causa del filtre que exerceixen els xantòfors (grocs) de la llum dispersada que arriba des de la capa dels iridòfors. Quan es produeix la difusió de la melanina, la llum no es dispersa tant i la pell apareix fosca. Igual que altres cromatòfors biocromàtics que són capaços de translocar pigments, els animals amb múltiples tipus de cromatòfors poden generar un espectacular ventall de colors en la seva pell, aprofitant l'efecte divisional.,

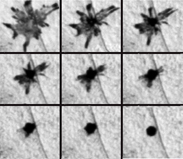
Imatge d'un únic melanòfor de peix zebra obtingut per fotografia amb presa a intervals durant el procés d'agregació pigmentària.

El control i els mecanismes implicats en la translocació ràpida de pigments han estat àmpliament estudiats en un determinat nombre d'espècies, entre les quals cal destacar els amfibis i els peixos teleosteis., S'ha demostrat que aquest procés pot ser regulat per processos hormonals, neuronals o per tot dos. S'ha descrit que certs neurotransmissors, com la noradrenalina, estan relacionats amb la translocació de pigments per mitjà de receptors en la superfície dels melanòfors. Entre les principals hormones involucrades en la regulació d'aquest procés hi ha les melanocortines, la melatonina i l'hormona concentrant de melanina (MCH), que són produïdes principalment a la glàndula pituïtària, a la glàndula pineal i a l'hipotàlem, respectivament. Aquestes hormones també podrien ser generades de manera paracrina per les cèl·lules de la pell. També s'ha observat que, a la superfície dels melanòfors, les hormones activen específicament el receptor acoblat a proteïnes G, que transdueix el senyal a l'interior de la cèl·lula. Els efectes que produeixen aquestes hormones són diversos. Les melanocortines donen lloc a la dispersió dels pigments, mentre que la melatonina i l'MHC donen lloc a la seva agregació.
Han estat identificats multitud de receptors de melanocortina, d'MHC i de melatonina en certes espècies de peixos i granotes, incloent-hi un homòleg de MC1R, un receptor de melanocortina conegut per regular el procés de coloració de la pell i del pèl en els humans. Al seu torn, s'ha demostrat que, en l'interior cel·lular, l'AMPc és un important segon missatger de la translocació pigmentària. A través d'un mecanisme encara no comprès completament, l'AMPc actua sobre altres enzims com la proteinasa K, amb la finalitat d'activar motors moleculars que transportin les vesícules amb pigments al llarg dels microtúbuls i els microfilaments.,,

## Adaptació al fons
La majoria dels peixos, rèptils i amfibis experimenten un canvi fisiològic de color limitat en resposta a un canvi en l'ambient. Aquest tipus de camuflatge, conegut com a adaptació al fons, es manifesta normalment com un lleuger enfosquiment o aclariment de la tonalitat de la pell, la finalitat del qual és mimetitzar el color i la tonalitat del medi ambient en què es trobi. S'ha demostrat que el procés d'adaptació al fons és dependent de la visió (sembla que és necessari que l'animal vegi l'ambient en el qual es troba per ser capaç d'adaptar el color de la seva pell a aquest entorn), i que la translocació de melanina en els melanòfors és el factor principal en el canvi de color. Alguns animals, com el camaleó o els anoles, han desenvolupat una efectiva resposta d'adaptació al fons, capaç de generar un gran nombre de colors en curts espais de temps. Han adaptat la capacitat per canviar de color perquè pugui respondre a temperatura, canvis d'humor, nivells d'estrès, etc., i no pas simplement a canvis ambientals.

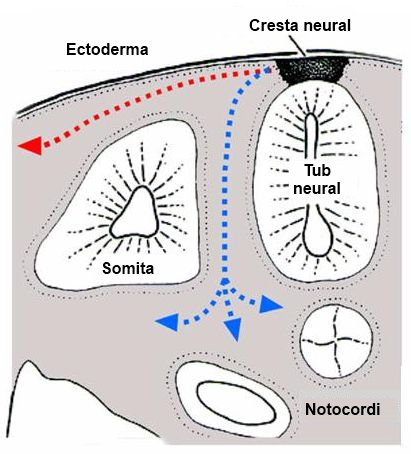
Secció transversal del tronc d'un vertebrat desenvolupat on s'aprecien les rutes dorsolateral (vermell) i ventromedial (blau) de la migració dels cromatoblastos.

## Origen embrionari i desenvolupament
Durant el desenvolupament embrionari dels vertebrats, els cromatòfors pertanyen a un dels tipus cel·lulars generats a la cresta neural, un parell de franges de cèl·lules incipients als marges del tub neural. Aquestes cèl·lules presenten la capacitat de migrar llargues distàncies, cosa que permet que els cromatòfors arribin i s'estableixin en diferents òrgans del cos, entre els quals es poden destacar la pell, els ulls, les orelles i el cervell. Després d'abandonar la cresta neural en onades, els cromatòfors prenen dues rutes possibles: o bé la ruta dorsolateral a través del derma, arribant a l'ectoderma a través de petits forats en la làmina basal, o bé la ruta ventromedial entre els somites i el tub neural. Una excepció a això són els melanòfors de l'epiteli pigmentari de la retina, que no deriven de la cresta neural, sinó d'una invaginació del tub neural que genera la copa òptica i aquesta, al seu torn, la retina.
Quan i com les cèl·lules precursores multipotents de cromatòfors (denominades cromatoblastos) donen lloc als diversos subtipus de cèl·lules filles és objecte d'investigació actualment. Per exemple, se sap que en els embrions de peix zebra, tres dies després de la fertilització, cadascuna de les classes cel·lulars trobades en el peix adult —melanòfors, xantòfors i iridòfors— ja estan presents. Estudis fetts amb mutants d'aquest peix han demostrat que certs factors de transcripció, com kit, els gens SOX i mitf, són clau en el control de la diferenciació dels cromatòfors. Quan aquestes proteïnes estan absents, els cromatóforos poden estar parcialment o totalment absents, cosa que dona lloc a trastorns leucístics.

## Aplicacions pràctiques

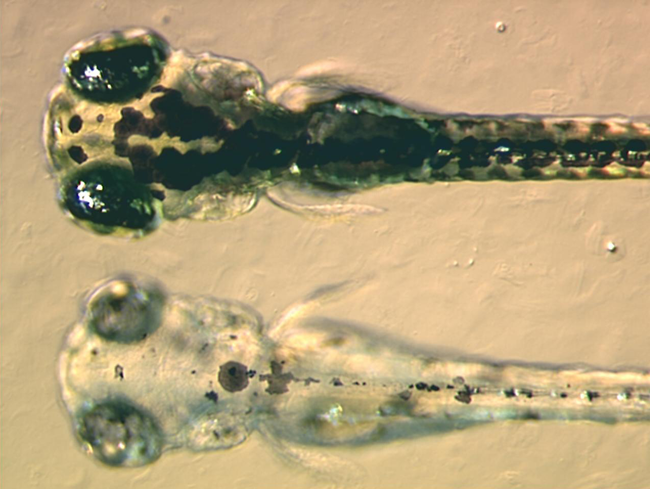
Un mutant per pigmentació del peix zebra (Danio rerio). Els embrions tenen quatre dies d'edat; el de dalt és l'embrió de tipus silvestre, el de baix és un mutant artificial denominat "ros blanquejat". El mutant no presenta pigment negre als melanòcits perquè no pot sintetitzar melanina adequadament.

A més de la investigació bàsica portada a terme per assolir una millor comprensió dels cromatòfors, s'han buscat diverses utilitats a aquestes cèl·lules. Per exemple, les larves dels peixos zebra són utilitzades en l'actualitat per estudiar com els cromatòfors s'organitzen i comuniquen amb la finalitat de generar de forma extremadament precisa el típic patró de ratlles horitzontals que es pot observar en els individus adults. Això ha estat tremendament útil a l'hora de buscar un sistema model en la creació de patrons amb què treballar en el camp de la biologia evolutiva del desenvolupament. La biologia dels cromatòfors també ha estat utilitzada com a model de certes malalties humanes, com el cas del melanoma, o d'algunes condicions genètiques, com l'albinisme. Així mateix, s'ha demostrat que les variacions de pigmentació més clares, tant en els éssers humans com en la varietat "daurada" de peix zebra, es deuen a un menor nombre, grandària i densitat dels melanosomes, les organel·les pigmentades dels melanòcits. Aquesta característica està associada a un gen que codifica un intercanviador de cations localitzat en una membrana intracel·lular denominat Slc24a5. El gen ortòleg en humans presenta dos al·lels principals, que difereixen en un sol nucleòtid que determina un canvi d'alanina a treonina en la posició 111 de la proteïna. L'al·lel ancestral, que duu l'alanina, fou trobat en el 93 a 100% de les mostres d'africans, asiàtics de l'est i poblacions originàries d'Amèrica. En canvi, l'al·lel que porta la treonina, originat fa entre 6.000 i 12.000 anys i associat a pigmentació més clara, està present en el 98,7 a 100% de les mostres preses de poblacions europees. Per tant, les variacions en aquest gen, situat en el cromosoma 15 del genoma humà, estarien explicant les diferències en la coloració de la pell en la nostra espècie.
Els cromatòfors també es fan servir com a biomarcadors de ceguesa en espècies ectotermes, ja que, quan un animal amb un determinat defecte visual és incapaç d'adaptar el color de la seva pell a l'ambient, es pot deduir que presenta un problema de visió. Es creu que els receptors homòlegs en humans, que intervenen en la translocació pigmentària en els melanòfors, estan involucrats en processos com la pèrdua d'apetit i el bronzejat, cosa que els converteix en possibles dianes a l'hora de buscar fàrmacs relacionats. Les companyies farmacèutiques han desenvolupat assajos biològics per a la ràpida identificació de possibles compostos bioactius i usen per a això els melanòfors de la granota amb arpa africana (Xenopus laevis). Altres científics han desenvolupat tècniques amb la finalitat d'utilitzar melanòfors com a biosensors, i per a la ràpida detecció de malalties (basat en el descobriment que la toxina produïda pel bacteri Bordetella pertussis bloqueja l'agregació de pigments en els melanòforos dels peixos). Finalment, cal destacar les possibles aplicacions dels cromatòfors en el camp militar, on es podrien fer servir per aconseguir canvis de color ràpids i. principalment, com una forma de camuflatge actiu.

## Cromatòfors de cefalòpodes

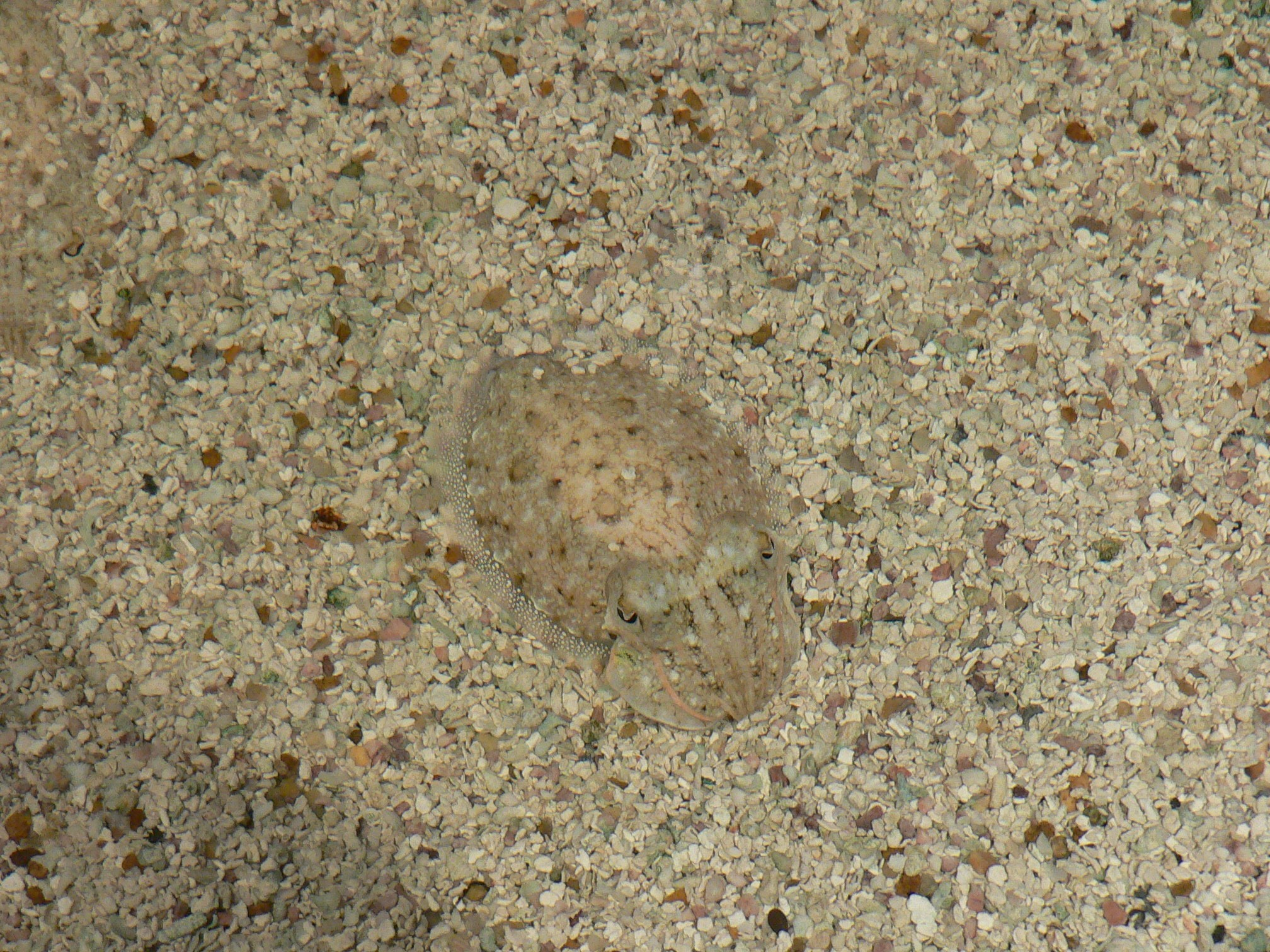
Un jove exemplar de sípia utilitzant la seva capacitat d'adaptació al fons per mimetitzar-se amb l'ambient local.

Els cefalòpodes de la subclasse dels coleoïdeus presenten complexos òrgans pluricel·lulars que fan servir per canviar de color ràpidament, com es pot observar en els calamars brillants, les sípies i els pops. Cada unitat cromatòfora està composta per una única cèl·lula cromatòfora i nombrosos músculs, nervis, cèl·lules glials i cèl·lules de la beina. A l'interior de la cèl·lula cromatòfora, els grànuls de pigments estan tancats en un sac elàstic, denominat cytoelastic sacculus. Per canviar de color, l'individu modifica la grandària o la forma del sacculus per mitjà de contraccions musculars i aconsegueix així variar l'estat de translucidesa, reflexió o opacitat dels pigments. Aquest mecanisme difereix del que utilitzen els peixos, amfibis i rèptils, on el que hi ha és una translocació de pigments a l'interior de la cèl·lula. No obstant això, l'efecte que s'observa al final és molt semblant.
Els pops presenten els cromatòfors en un complex capaç d'emetre diferents longituds d'ona cromàtiques, cosa que dona lloc a esquemes de colors que canvien ràpidament. Es creu que els nervis que controlen els cromatòfors se situen al cervell, en un ordre semblant als cromatòfors que controlen. Això vol dir que el patró de canvi de color està d'acord amb el patró d'activació neuronal. Això podria explicar per què quan les neurones són activades una rere l'altr, el canvi de color es produeix en forma d'ones. Igual que els camaleons, els cefalòpodes utilitzen el canvi fisiològic de color com a mitjà d'interacció social. A més, estan entre els animals que tenen més capacitat d'adaptació al fons, ja que poden adaptar el seu aspecte tant al color com a la textura de l'ambient en el qual es troben de manera excepcionalment precisa.

## Cromatòfors en bacteris
Els cromatòfors també poden aparèixer a les membranes dels bacteris fototròfics, que els utilitzen per portar a terme la fotosíntesi i es componen de pigments de bacterioclorofil·la i carotenoides. En els bacteris porpra com Rhodospirillum rubrum, les proteïnes col·lectores de llum es troben de manera intrínseca a les membranes dels cromatòfors. No obstant això, els bacteris verds del sofre han desenvolupat un complex-antena especialitzat, denominat clorosoma.